# Antoni Węcławski
Antoni Węcławski (ur. 20 marca 1891 w Białymstoku, zm. w 1985 w Warszawie) – polski artysta fotograf. Członek Fotoklubu Polskiego. Członek honorowy Związku Polskich Artystów Fotografików.

## Życiorys
Antoni Anatol Węcławski od 1901 roku do 1909 roku uczęszczał do białostockiego gimnazjum. W 1912 roku rozpoczął służbę wojskową, podczas której (w latach 1914–1918) brał udział w I wojnie światowej.
W 1919 roku rozpoczął działalność fotograficzną i w 1926 roku otworzył swój pierwszy zakład fotograficzny w Druskiennikach, w 1931 został członkiem Polskiego Towarzystwa Fotograficznego w Warszawie. W latach 1929–1937 był współautorem wielu wystaw; zbiorowych i pokonkursowych, krajowych (m.in. we Lwowie i w Warszawie) i międzynarodowych (m.in. w Hiszpanii i w USA). Był laureatem wielu nagród, wyróżnień, dyplomów i listów gratulacyjnych. Szczególne miejsce w twórczości Węcławskiego zajmowała fotografia scen rodzajowych, fotografia portretowa i fotografia aktu. Był jednym z przedstawicieli polskiej fotografii piktorialnej. W 1937 roku – wprowadzony przez Jana Bułhaka, został członkiem Fotoklubu Polskiego. W 1939 roku Antoni Węcławski brał udział w kampanii wrześniowej, trafił do niemieckiej niewoli.
W 1945 roku powrócił do Polski i w Białymstoku, przy ul. Młynowej otworzył kolejny zakład fotograficzny. W latach 1946–1961 był wykładowcą w Państwowym Gimnazjum i Liceum Fotograficznym w Warszawie. W 1947 roku został przyjęty w poczet członków Związku Polskich Artystów Fotografików (legitymacja nr 018). ZPAF był organizatorem pierwszej indywidualnej wystawy Antoniego Węcławskiego w 1981 roku.
Antoni Anatol Węcławski zmarł w 1985 roku w Warszawie w wieku 94 lat.

## Odznaczenia
- Brązowy Krzyż Zasługi (1939)[11]